# Tom Byron
Tom Byron (ur. 4 kwietnia 1961 w Houston) – amerykański aktor pornograficzny, także reżyser i producent filmowy pochodzenia włoskiego. W 2002 został umieszczony na dwudziestym pierwszym miejscu na liście 50. największych gwiazd branży porno wszech czasów przez periodyk Adult Video News.

## Wczesne lata
Urodził się i wychowywał w Houston w Teksasie, w dużej rodzinie Julian Sondry Stewart Taliaferro (1938-2005) i Thomasa Bryana “Toma” Taliaferro, Sr. (1934-2011), weterana United States Air Force. Dorastał wraz z czterema siostrami – Julianą, Jennifer Lynne Hailey, Jerilee Fredricka Whitmire i Janet Denise Menchacą oraz bratem Toddem Stewartem Taliaferro, homoseksualistą. 
Początkowo miał zostać nauczycielem muzyki. Uczęszczał do Stark High School, a później naukę kontynuował w West Orange–Stark High School, którą ukończył w 1979. Dzięki pełnemu stypendium studiował na Houston Baptist University, prywatnej uczelni baptystycznej, ale po semestrze przerwał naukę. Następnie dorabiał w sklepie z częściami samochodowymi, McDonald’s i Chelsea Street Pub. Po ukończeniu 18 lat, przeprowadził się do Los Angeles, gdzie dostał pracę w sklepie Le Sex Shoppe w Sherman Oaks w Kalifornii. Zafascynował się branżą porno, oglądając filmy z udziałem Johna Leslie i Jamiego Gillisa.

## Kariera
W maju 1982 związał się z Jim South’s World Modeling Agency, gdzie poznał reżysera Bobby’ego Hollandera i rozpoczął karierę w przemyśle porno. Debiutował przed kamerami w produkcji Gourmet Video Collection Anything Goes: Gourmet Video 19 (1982) w scenie podwójnej penetracji analnej z Laurą Landers i Craigiem Robertsem. Następnie wystąpił w filmie fabularnym Caballero Home Video Up & Cumming (1982) z Marilyn Chambers. Byron występował głównie w rolach lekarzy lub w scenach „dojrzewania”, ponieważ przypominał nastolatka, mimo że miał ponad 20 lat. Często był obsadzony w roli niewinnego brata lub syna, który odkrywa seks – zauważył Ashley West z „The Rialto Report”.
Wystąpił u boku nieletniej Traci Lords w wielu filmach, w tym w jej debiucie porno z początku 1984, What Gets Me Hot! i Kinky Business (1984), który stał się kontynuacją głównego nurtu komedii Ryzykowny interes, w roli nastoletniego prawiczka i zdeprawowanego licealisty Matta Russella. Za występ w scenie seksu z Ginger Lynn w Kinky Business (1984) zdobył nagrodę Adult Video News w kategorii najlepsza scena seksu w parze. 
Otrzymał wiele nagród przyznawanych przez przemysł pornograficzny, stał się członkiem AVN Awards Galerii Sław. 
Pojawił się także jako bywalec na przyjęciu w dreszczowcu Johna Frankenheimera Ostra rozgrywka (52 Pick-Up, 1986) u boku Ann-Margret, Kelly Preston, Roya Scheidera, Johna Glovera, Herschela Savage i Rona Jeremy.
Na początku lat 90. rozpoczął karierę muzyczną, a jako gwiazdor rocka w produkcji Sizzle (1991) został nagrodzony AVN Award w kategorii „Najlepszy aktor”.
W połowie lat 90. podjął pracę z Robem Blackiem i Vanem Damage w Elegant Angel. W latach 1999–2003 prowadził zawodowy wrestling Xtreme Pro Wrestling. Jego partnerkami ekranowymi były także m.in.: Asia Carrera, Aurora Snow, Belladonna, Lisa Ann, Lexi Belle, Shayla Laveaux, Nina Hartley, Kelly Nichols, Amber Lynn, Teri Weigel i Brittany  O’Connell.
W sierpniu 2002 na krótko odszedł z branży produkcji filmów dla dorosłych, rzucił palenie papierosów, zaczął chodzić na siłownię. Powrócił w połowie 2005 i wystąpił w filmie Tom Byron’s House Of Ass Volume 1.
Znalazł się w obsadzie Zorro XXX: A Pleasure Dynasty Parody (2012) jako Don Diego. W 2013 w Las Vegas zdobył trofeum AVN jako „Najlepszy aktor drugoplanowy” za rolę Obi-Wan Kenobi w Star Wars XXX: A Porn Parody (2012).
W 2017 podjął pracę jako kierowca przedsiębiorstwa Uber.

## Nagrody
| Rok  | Nagroda                                        | Kategoria                                               | Film                                               | Inni wykonawcy                                                                                       |
| ---- | ---------------------------------------------- | ------------------------------------------------------- | -------------------------------------------------- | --- |
| 1984 | CAFA (Critics Adult Film Association)          | Najlepszy aktor                                         | Private Teacher (1983)                             | – |
| 1984 | CAFA (Critics Adult Film Association)          | Najlepsza scena seksu w parze                           | Private Teacher (1983)                             | Kay Parker                                                                                           |
| 1984 | CAFA (Critics Adult Film Association)          | Najlepszy aktor drugoplanowy                            | Sister Dearest (1984)                              | – |
| 1985 | XRCO Award                                     | Ogier roku                                              | –                                                  | – |
| 1985 | XRCO Award                                     | Ogier wideo                                             | –                                                  | – |
| 1985 | AVN Award                                      | Najlepsza scena seksu w parze w filmie                  | Kinky Business 1 (1984)                            | Ginger Lynn                                                                                          |
| 1986 | AFAA (Adult Film Association of America)       | Najlepsza scena erotyczna                               | New Wave Hookers 1 (1985)                          | Ginger Lynn i Steve Powers                                                                           |
| 1986 | XRCO Award                                     | Najlepsza scena seksu grupowego                         | New Wave Hookers 1 (1985)                          | Ginger Lynn i Steve Powers                                                                           |
| 1986 | Erotic Movie Award „Hustler”                   | Najlepsza scena seksu                                   | Sister Dearest (1984)                              | Traci Lords                                                                                          |
| 1989 | XRCO Award                                     | Wykonawca roku                                          | –                                                  | – |
| 1989 | XRCO Award                                     | Najlepsza scena seksu między mężczyzną a kobietą        | Naked Stranger (1988)                              | Barbara Dare                                                                                         |
| 1990 | AVN Award                                      | Najlepsza scena seksu w parze – wideo                   | The Chameleon (1989)                               | Debi Diamond                                                                                         |
| 1991 | F.O.X.E. Award (Fans of X-Rated Entertainment) | Ulubiony mężczyzna fanów                                | –                                                  | – |
| 1992 | F.O.X.E. Award (Fans of X-Rated Entertainment) | Ulubiony mężczyzna fanów                                | –                                                  | – |
| 1992 | AVN Award                                      | Najlepszy aktor – wideo                                 | Sizzle (1991)                                      | – |
| 1992 | XRCO Award                                     | Najlepsza scena seksu analnego                          | Bend Over Babes II (1991)                          | Tashawna                                                                                             |
| 1993 | AVN Award                                      | Najlepsza scena seksu par – film                        | Face Dance 1 (1992)                                | Tiffany Mynx, Angel Ash, Chrissy Ann, Sheila Stone, Sierra, Rocco Siffredi, Rick Smears i Woody Long |
| 1993 | XRCO Award                                     | Najlepsza scena seksu grupowego                         | Face Dance 1 (1992)                                | Tiffany Mynx, Angel Ash, Chrissy Ann, Sheila Stone, Sierra, Rocco Siffredi, Rick Smears i Woody Long |
| 1993 | XRCO Award                                     | Aleja Sław (XRCO Hall of Fame)                          | –                                                  | |
| 1997 | XRCO Award                                     | Najlepszy aktor (samotny wykonawca)                     | Flesh (1996)                                       | – |
| 1997 | XRCO Award                                     | Najlepsza scena seksu analnego                          | Car Wash Angels (1996)                             | Careena Collins i TT Boy                                                                             |
| 1998 | AVN Award                                      | Wykonawca roku                                          | –                                                  | – |
| 1998 | AVN Award                                      | Najlepszy aktor – wideo                                 | Indigo Delta (1997)                                | – |
| 1998 | XRCO Award                                     | Najlepszy aktor                                         | Indigo Delta (1997)                                | – |
| 1998 | XRCO Award                                     | Wykonawca roku                                          | –                                                  | – |
| 1998 | XRCO Award                                     | Najlepsza scena seksu analnego                          | Behind The Sphinc Door (1997)                      | Alisha Klass                                                                                         |
| 1999 | AVN Award                                      | Wykonawca roku                                          | –                                                  | – |
| 1999 | XRCO Award                                     | Najlepsza seria gonzo                                   | Whack Attack 2 (1998)                              | – |
| 1999 | F.O.X.E. Award (Fans of X-Rated Entertainment) | Ulubiony mężczyzna fanów                                | –                                                  | – |
| 2000 | AVN Award                                      | Najlepszy aktor drugoplanowy – wideo                    | L.A. 399 (1999)                                    | – |
| 2002 | Nagroda Free Speech Coalition (FSC)            | Nagroda za całokształt twórczości                       | –                                                  | – |
| 2006 | Eroticline Award                               | Najlepszy reżyser międzynarodowy                        | –                                                  | – |
| 2008 | AVN Award                                      | Najlepszy aktor – film                                  | Layout (2007)                                      | – |
| 2008 | AVN Award                                      | Najlepsza scena seksu pary – film                       | Layout (2007)                                      | Penny Flame                                                                                          |
| 2010 | XBIZ Award                                     | Gwiazdor porno roku (People’s Choice)                   | –                                                  | – |
| 2010 | AVN Award                                      | Najlepszy aktor drugoplanowy                            | Throat: A Cautionary Tale (2009)                   | – |
| 2011 | AVN Award                                      | Najlepszy aktor                                         | The Big Lebowski: A XXX Parody (2010)              | – |
| 2011 | AVN Award                                      | Najlepsza seria Big But                                 | Big Ass Fixation (2006–2009)                       | – |
| 2012 | F.O.X.E. Award (Fans of X-Rated Entertainment) | Ulubiony mężczyzna fanów                                | –                                                  | – |
| 2013 | AVN Award                                      | Najlepszy aktor drugoplanowy                            | Star Wars XXX: A Porn Parody (2012)                | – |
| 2017 | XBIZ Award                                     | Najlepszy wykonawca nie biorący udziału w scenach seksu | Not Traci Lords XXX: ’80s Superstars Reborn (2016) | – |
| 2017 | Raven’s Eden Award                             | Aleja Sław (Hall of Fame)                               | –                                                  | – |